# ماريانا سبيفاك
ماريانا سبيفاك هي ممثلة روسية ولدت في 23 مارس 1985.

## روابط خارجية
- ماريانا سبيفاك على موقع IMDb (الإنجليزية)
- ماريانا سبيفاك على موقع ألو سيني (الفرنسية)
- ماريانا سبيفاك على موقع قاعدة بيانات الفيلم (الإنجليزية)
- ماريانا سبيفاك على موقع كينوبويسك (الروسية)